# Super Formula seizoen 2020
Het Super Formula seizoen 2020 was het 34e seizoen van het belangrijkste Japanse formulewagenkampioenschap. Nick Cassidy was de verdedigend kampioen uit 2019, waarin DoCoMo Team Dandelion Racing kampioen in het teamklassement werd. Het kampioenschap zou beginnen op 5 april, maar werd uitgesteld vanwege de coronapandemie.
Naoki Yamamoto behaalde zijn derde Super Formula-titel met een vijfde plaats in de seizoensfinale. Ryō Hirakawa eindigde als tweede, terwijl Sho Tsuboi derde werd. Vantelin Team TOM'S, het team van regerend kampioen Nick Cassidy en Kazuki Nakajima (afgewisseld door Ritomo Miyata), werd voor het eerst sinds 2014 kampioen bij de teams.

## Teams en coureurs
| Team                         | Nr. | Coureur             | Motor  | Rondes    |
| ---------------------------- | --- | ------------------- | ------ | --------- |
| Vantelin Team TOM'S          | 1   | Nick Cassidy        | Toyota | Alle      |
| Vantelin Team TOM'S          | 36  | Kazuki Nakajima     | Toyota | 1, 3, 5-7 |
| Vantelin Team TOM'S          | 36  | Ritomo Miyata       | Toyota | 2, 4      |
| Kondō Racing                 | 3   | Kenta Yamashita     | Toyota | 1, 3-7    |
| Kondō Racing                 | 3   | Sena Sakaguchi      | Toyota | 2         |
| Kondō Racing                 | 4   | Sacha Fenestraz     | Toyota | Alle      |
| Docomo Team Dandelion Racing | 5   | Naoki Yamamoto      | Honda  | Alle      |
| Docomo Team Dandelion Racing | 6   | Nirei Fukuzumi      | Honda  | Alle      |
| carrozzeria Team KCMG        | 7   | Kamui Kobayashi     | Toyota | 1, 3, 5-7 |
| carrozzeria Team KCMG        | 7   | Yuichi Nakayama     | Toyota | 2, 4      |
| carrozzeria Team KCMG        | 18  | Yuji Kunimoto       | Toyota | Alle      |
| Drago Corse with ThreeBond   | 12  | Tatiana Calderón    | Honda  | 1, 4-7    |
| Drago Corse with ThreeBond   | 12  | Kodai Tsukakoshi    | Honda  | 2-3       |
| ROOKIE Racing                | 14  | Kazuya Oshima       | Toyota | Alle      |
| Team Mugen                   | 15  | Ukyo Sasahara       | Honda  | Alle      |
| Team Mugen                   | 16  | Tomoki Nojiri       | Honda  | Alle      |
| Itochu Enex Team Impul       | 19  | Yuhi Sekiguchi      | Toyota | Alle      |
| Itochu Enex Team Impul       | 20  | Ryō Hirakawa        | Toyota | Alle      |
| JMS P.mu/cerumo・INGING      | 38  | Hiroaki Ishiura     | Toyota | Alle      |
| JMS P.mu/cerumo・INGING      | 39  | Sho Tsuboi          | Toyota | Alle      |
| Buzz Racing with B-MAX       | 50  | Teppei Natori       | Honda  | 1         |
| Buzz Racing with B-MAX       | 50  | Mitsunori Takaboshi | Honda  | 2         |
| Buzz Racing with B-MAX       | 50  | Sérgio Sette Câmara | Honda  | 3         |
| Buzz Racing with B-MAX       | 50  | Nobuharu Matsushita | Honda  | 4-7       |
| Buzz Racing with B-MAX       | 51  | Charles Milesi      | Honda  | 4-7       |
| TCS Nakajima Racing          | 64  | Tadasuke Makino     | Honda  | 1-6       |
| TCS Nakajima Racing          | 64  | Hiroki Otsu         | Honda  | 7         |
| TCS Nakajima Racing          | 65  | Toshiki Oyu         | Honda  | Alle      |

## Races
| Ronde | Circuit                       | Datum        | Pole position       | Snelste ronde   | Winnaar        | Team                         |
| ----- | ----------------------------- | ------------ | ------------------- | --------------- | -------------- | ---------------------------- |
| 1     | Twin Ring Motegi              | 30 augustus  | Ryō Hirakawa        | Kamui Kobayashi | Ryō Hirakawa   | Itochu Enex Team Impul       |
| 2     | Okayama International Circuit | 27 september | Ryō Hirakawa        | Nick Cassidy    | Sho Tsuboi     | JMS P.mu/cerumo・INGING      |
| 3     | Sportsland SUGO               | 18 oktober   | Sérgio Sette Câmara | Nick Cassidy    | Nick Cassidy   | Vantelin Team TOM'S          |
| 4     | Autopolis                     | 15 november  | Tomoki Nojiri       | Naoki Yamamoto  | Tomoki Nojiri  | Team Mugen                   |
| 5     | Suzuka Circuit                | 5 december   | Naoki Yamamoto      | Naoki Yamamoto  | Naoki Yamamoto | Docomo Team Dandelion Racing |
| 6     | Suzuka Circuit                | 6 december   | Nick Cassidy        | Nirei Fukuzumi  | Toshiki Oyu    | TCS Nakajima Racing          |
| 7     | Fuji Speedway                 | 20 december  | Tomoki Nojiri       | Nirei Fukuzumi  | Sho Tsuboi     | JMS P.mu/cerumo・INGING      |

## Kampioenschap

### Puntensysteem
Race
| Positie | 1e | 2e | 3e | 4e | 5e | 6e | 7e | 8e | 9e | 10e |
| Punten  | 20 | 15 | 11 | 8  | 6  | 5  | 4  | 3  | 2  | 1   |

Kwalificatie
| Positie | 1e | 2e | 3e |
| Punten  | 3  | 2  | 1  |

- Enkel de beste vijf resultaten tellen mee voor het kampioenschap.
- Coureurs die eerste, tweede en derde werden in de kwalificatie worden aangeduid met 1, 2 en 3. Deze punten tellen enkel mee voor het kampioenschap bij de coureurs.

### Coureurs
| Pos | Coureur             | MOT | OKA  | SUG  | AUT | SUZ  | SUZ  | FUJ  | Punten  |
| --- | ------------------- | --- | ---- | ---- | --- | ---- | ---- | ---- | ------- |
| 1   | Naoki Yamamoto      | 13  | 6    | 3    | 23  | 1    | DNF  | 53   | 62      |
| 2   | Ryō Hirakawa        | 1   | 41   | 2    | 12  | DNF  | 7    | 6    | 60      |
| 3   | Sho Tsuboi          | DNF | 1    | 13   | DNF | DNF  | 4    | 12   | 50      |
| 4   | Nick Cassidy        | 6   | 3    | 1    | 7   | 5    | DNF1 | 4    | 50 (57) |
| 5   | Tomoki Nojiri       | 7   | 10   | 4    | 1   | 72   | 5    | DNF1 | 47 (51) |
| 6   | Toshiki Oyu         | 15  | 15   | 12   | 10  | 8    | 12   | 2    | 41      |
| 7   | Kenta Yamashita     | 23  |      | 6    | 5   | 9    | 6    | 10   | 34 (35) |
| 8   | Nirei Fukuzumi      | 5   | 8    | 10   | 92  | DNF3 | 2    | 16   | 29 (30) |
| 9   | Yuji Kunimoto       | DNF | 7    | 5    | 4   | 3    | DNF  | 15   | 29      |
| 10  | Hiroaki Ishiura     | 8   | 2    | 8    | 13  | 6    | 10   | 12   | 27      |
| 11  | Kazuki Nakajima     | 4   |      | 15   |     | 2    | 16   | 9    | 25      |
| 12  | Tadasuke Makino     | 9   | DNF  | 7    | 3   | DNF  | 8    |      | 20      |
| 13  | Sacha Fenestraz     | 32  | DNF3 | DNF3 | DNF | 10   | DNF  | 8    | 19      |
| 14  | Yuhi Sekiguchi      | DNF | 5    | 11   | 11  | DNS  | 3    | DNS  | 17      |
| 15  | Nobuharu Matsushita |     |      |      | 6   | DNF  | 14   | 3    | 16      |
| 16  | Kamui Kobayashi     | 14  |      | 14   |     | 4    | 15   | 11   | 8       |
| 17  | Ritomo Miyata       |     | 92   |      | 8   |      |      |      | 7       |
| 18  | Ukyo Sasahara       | 11  | 13   | NC   | 14  | DNF  | 113  | 7    | 5       |
| 19  | Kazuya Oshima       | 10  | 16   | 9    | 17  | 12   | 9    | 14   | 5       |
| 20  | Sérgio Sette Câmara |     |      | DNF1 |     |      |      |      | 3       |
| 21  | Charles Milesi      |     |      |      | 15  | 11   | 13   | DNS  | 0       |
| 22  | Yuichi Nakayama     |     | 11   |      | 18  |      |      |      | 0       |
| 23  | Tatiana Calderón    | 12  |      |      | 16  | 13   | 12   | 17   | 0       |
| 24  | Kodai Tsukakoshi    |     | 12   | NC   |     |      |      |      | 0       |
| 25  | Hiroki Otsu         |     |      |      |     |      |      | 13   | 0       |
| 26  | Mitsunori Takaboshi |     | 14   |      |     |      |      |      | 0       |
| -   | Teppei Natori       | DNS |      |      |     |      |      |      | 0       |
| -   | Sena Sakaguchi      |     | DNS  |      |     |      |      |      | 0       |
| Pos | Coureur             | MOT | OKA  | SUG  | AUT | SUZ  | SUZ  | FUJ  | Punten  |

| Resultaat                     |
| ----------------------------- |
| Winnaar                       |
| Tweede plaats                 |
| Derde plaats                  |
| Gefinisht (punten)            |
| Gefinisht (geen punten)       |
| Niet geklasseerd (NC)         |
| Uitgevallen (DNF)             |
| Niet gekwalificeerd (DNQ)     |
| Gediskwalificeerd (DSQ)       |
| Niet gestart (DNS)            |
| Gewond (INJ)                  |
| Uitgesloten (EX)              |
| Teruggetrokken (WD)           |
| Niet deelgenomen (blanco cel) |
| vetgedrukt (pole position)    |
| cursief (snelste ronde)       |

### Teams
| Pos | Team                         | No. | MOT | OKA  | SUG  | AUT | SUZ  | SUZ  | FUJ  | Punten  |
| --- | ---------------------------- | --- | --- | ---- | ---- | --- | ---- | ---- | ---- | ------- |
| 1   | Vantelin Team TOM'S          | 1   | 6   | 3    | 1    | 7   | 5    | DNF1 | 4    | 77 (84) |
| 1   | Vantelin Team TOM'S          | 36  | 4   | 92   | 15   | 8   | 2    | 16   | 9    | 77 (84) |
| 2   | JMS P.mu/cerumo・INGING      | 38  | 8   | 2    | 8    | 13  | 6    | 10   | 12   | 72 (75) |
| 2   | JMS P.mu/cerumo・INGING      | 39  | DNF | 1    | 13   | DNF | DNF  | 4    | 12   | 72 (75) |
| 3   | Docomo Team Dandelion Racing | 5   | 13  | 6    | 3    | 23  | 1    | DNF  | 53   | 72 (84) |
| 3   | Docomo Team Dandelion Racing | 6   | 5   | 8    | 10   | 92  | DNF3 | 2    | 16   | 72 (84) |
| 4   | Itochu Enex Team Impul       | 19  | DNF | 5    | 11   | 11  | DNS  | 3    | DNS  | 69      |
| 4   | Itochu Enex Team Impul       | 20  | 1   | 41   | 2    | 12  | DNF  | 7    | 6    | 69      |
| 5   | TCS Nakajima Racing          | 64  | 9   | DNF  | 7    | 3   | DNF  | 8    | 13   | 57 (59) |
| 5   | TCS Nakajima Racing          | 65  | 15  | 15   | 12   | 10  | 8    | 12   | 2    | 57 (59) |
| 6   | Kondō Racing                 | 3   | 23  | DNS  | 6    | 5   | 9    | 6    | 10   | 46 (49) |
| 6   | Kondō Racing                 | 4   | 32  | DNF3 | DNF3 | DNF | 10   | DNF  | 8    | 46 (49) |
| 7   | Team Mugen                   | 15  | 11  | 13   | NC   | 14  | DNF  | 113  | 7    | 42 (47) |
| 7   | Team Mugen                   | 16  | 7   | 10   | 4    | 1   | 72   | 5    | DNF1 | 42 (47) |
| 9   | carrozzeria Team KCMG        | 7   | 14  | 11   | 14   | 18  | 4    | 15   | 11   | 37      |
| 9   | carrozzeria Team KCMG        | 18  | DNF | 7    | 5    | 4   | 3    | DNF  | 15   | 37      |
| 9   | Buzz Racing with B-MAX       | 50  | DNS | 14   | DNF1 | 6   | DNF  | 14   | 3    | 16      |
| 9   | Buzz Racing with B-MAX       | 51  |     |      |      | 15  | 11   | 13   | DNS  | 16      |
| 10  | ROOKIE Racing                | 14  | 10  | 16   | 9    | 17  | 12   | 9    | 14   | 5       |
| 11  | Drago Corse with ThreeBond   | 12  | 12  | 12   | NC   | 16  | 13   | 12   | 17   | 0       |
| Pos | Team                         | No. | MOT | OKA  | SUG  | AUT | SUZ  | SUZ  | FUJ  | Punten  |

| Resultaat                     |
| ----------------------------- |
| Winnaar                       |
| Tweede plaats                 |
| Derde plaats                  |
| Gefinisht (punten)            |
| Gefinisht (geen punten)       |
| Niet geklasseerd (NC)         |
| Uitgevallen (DNF)             |
| Niet gekwalificeerd (DNQ)     |
| Gediskwalificeerd (DSQ)       |
| Niet gestart (DNS)            |
| Gewond (INJ)                  |
| Uitgesloten (EX)              |
| Teruggetrokken (WD)           |
| Niet deelgenomen (blanco cel) |
| vetgedrukt (pole position)    |
| cursief (snelste ronde)       |